# 王狮乡
王狮乡，是中华人民共和国山西省吕梁市岚县下辖的一个乡镇级行政单位。

## 行政区划
王狮乡下辖以下地区：
王狮村、史家庄村、府台村、沙洼村、长门村、石桥村、阳湾村、阴湾村、乱石村、敦厚村、桦树塔村、蛤蟆神村、阳坡坪村、丁家沟村和李家湾村。